# گروه ویکو
گروه ویکو (انگلیسی: Vicco Group) شرکت خوشه‌ای هندی است، که در سال ۱۹۵۲ تأسیس شد.